# Eduardo Jesus
António Eduardo de Freitas Jesus, geralmente conhecido como Eduardo Jesus (Funchal, 18 de abril de 1969), é um gestor, economista e político madeirense. Atualmente ocupa o cargo de Secretário Regional do Turismo e Cultura no XIV Governo Regional da Madeira

## Carreira profissional
Formou-se em Organização e Gestão de Empresas pelo ISCTE – Instituto Superior de Ciências do Trabalho e da Empresa.
Desde 1993 é presidente do conselho de administração da ECAM, SA, Empresa de Consultoria e Assessoria Empresarial da Madeira, especializada na prestação de serviços nas áreas de contabilidade, consultoria fiscal e de gestão, elaboração de candidaturas aos sistemas de incentivos vigentes, processamento de dados e formação profissional.
Desempenhou diversas funções e cargos ao longo da sua carreira, incluindo a posição de Professor convidado no Instituto Superior de Administração e Línguas da Madeira (ISAL) e o papel de membro em várias organizações, como o núcleo Regional da Madeira da Ordem dos Economistas e o Conselho Consultivo do POPRAM III.
No âmbito associativo, foi tesoureiro e vice-presidente da ACIF, Administrador da Sociedade Metropolitana de Desenvolvimento, S.A., e Presidente da Direção da APOTEC – Associação Portuguesa dos Técnicos de Contabilidade – Madeira, desempenhando ainda funções como Presidente do Secretariado da Delegação Regional da Madeira da Ordem dos Economistas e Presidente do Conselho Fiscal do Madeira Tecnopolo, entre outros.
É autor dos livros “Fiscalidade Regional” e coautor do livro “Madeira – Reflexões sobre o Desenvolvimento”, sendo coordenador da área económica do Dicionário Enciclopédico da Madeira.

## Carreira política
De abril de 2015 a 20 de outubro de 2017 exerceu o cargo de Secretário Regional da Economia, Turismo e Cultura, no XII Governo Regional da Madeira, liderado por Miguel Albuquerque. Segundo Sérgio Marques, o afastamento do cargo em outubro de 2017 ter-se-ia devido a pressões do empresário Luís Miguel Sousa, CEO do Grupo Sousa, afirmações negadas pelo empresário.
Entre 20 de outubro de 2017 e 10 de outubro de 2019 foi deputado na Assembleia Legislativa da Madeira pelo grupo parlamentar do PSD-Madeira.

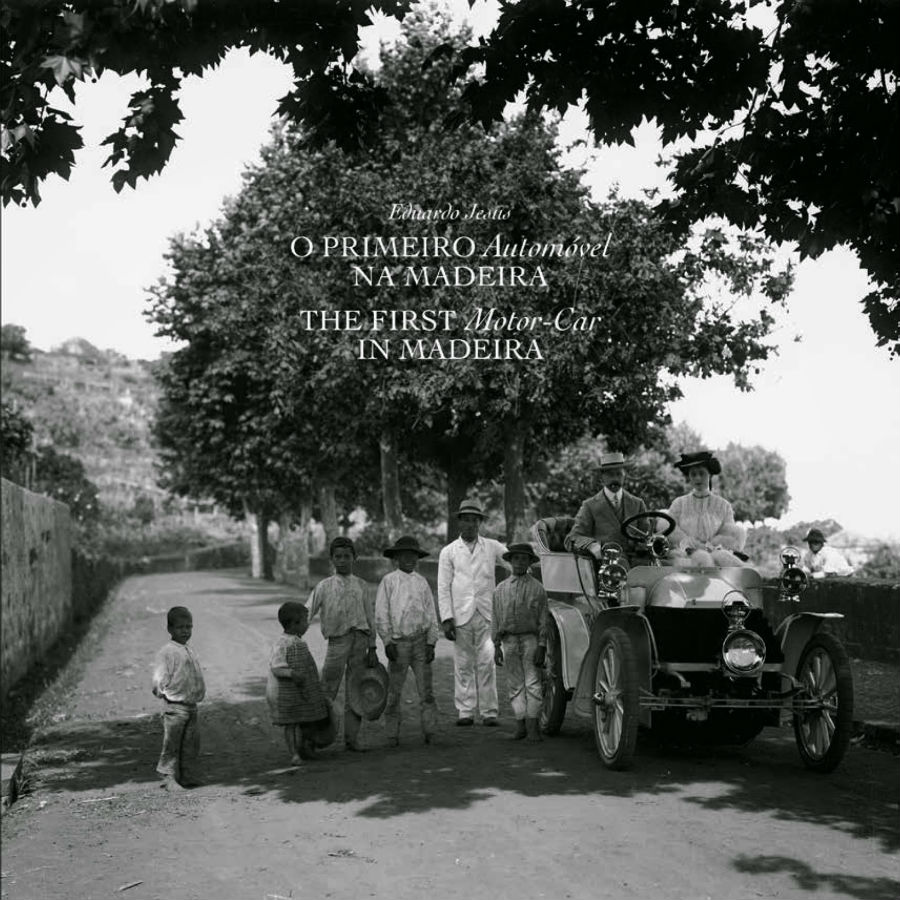
Capa do livro "O Primeiro Automóvel na Madeira", da autoria de Eduardo Jesus, lançado em 2015.

A 10 de outubro de 2019, assumiu a liderança da Secretaria Regional do Turismo e Cultura no XIII Governo Regional da Madeira, assumindo a pasta que exercera no anterior governo com algumas alterações, visto que algumas competências foram transferidas para outros departamentos.
A 1 de março de 2023, durante a Bolsa de Turismo de Lisboa, foi eleito personalidade do ano nos ‘Portugal Trade Awards by Publituris @BTL', prémio entregue por Nuno Fazenda, secretário de Estado do Turismo.
A 18 de outubro de 2023, foi renovado no mesmo cargo, na formação do XIV Governo Regional da Madeira, mantendo a secretaria três direções regionais: do Turismo, do Arquivo e Biblioteca e da Cultura, dirigidas por Dorita Mendonça, Nuno Mota e Natércia Xavier, respetivamente, esta última substituíndo Teresa Brasão, única novidade da nova Secretaria Regional.

## Automobilismo
Eduardo Jesus é aficionado do automobilismo, participando frequentemente em eventos da modalidade relacionados a veículos antigos e clássicos, sendo organizador do Reid’s Palace Classic Auto Show Funchal.
Trouxe para a Madeira e mandou restaurar o histórico Triumph TR4, com o qual o piloto Zeca Cunha ganhou o Rali Vinho Madeira em 1965, sendo esta a primeira vez que um madeirense ganhou a competição.
A 15 de março de 2015 lançou o livro “O Primeiro Automóvel na Madeira”, sobre o primeiro automóvel que chegou à Madeira, no ano de 1904, um Wolseley 10 hp, propriedade de Harvey Foster.
No decurso da crise política madeirense de janeiro de 2024, é um dos nomes apontados por Miguel Albuquerque para o suceder na presidência do Governo Regional da Madeira.

## Vida pessoal
É casado e pai de dois filhos, e sobrinho paterno do advogado e político Manuel Filipe Correia de Jesus